# Gruppe BSW im Bundestag
Die Gruppe BSW war eine Gruppe im 20. Deutschen Bundestag, deren Mitglieder der Partei Bündnis Sahra Wagenknecht (kurz BSW) angehörten. Alle zehn Mitglieder der Gruppe waren zuvor in der Fraktion Die Linke, die im Dezember 2023 aufgelöst wurde. Die Gruppe BSW wurde am 2. Februar 2024 als Gruppe anerkannt und bestand bis zur Konstituierung des 21. Deutschen Bundestags am 25. März 2025.

## Die Gruppe BSW im 20. Deutschen Bundestag
Der Gruppe gehörten zehn Abgeordnete an, unter anderem die ehemalige Fraktionsvorsitzende der Linksfraktion im Bundestag Amira Mohamed Ali, der ehemalige Linken-Vorsitzende Klaus Ernst und die ehemalige stellvertretende Parteivorsitzende und vorletzte Fraktionsvorsitzende der Linksfraktion Sahra Wagenknecht:
| Mitglied der Gruppe | Ausschussarbeit |
| ------------------- | --- |
| Klaus Ernst         | Ausschuss für Inneres                                                                                                 |
| Jessica Tatti       | Ältestenrat und Ausschuss für Arbeit und Soziales (Stellvertretendes Mitglied)                                        |
| Andrej Hunko        | Gesundheitsausschuss, Ausschuss für die Angelegenheiten der EU und Auswärtiger Ausschuss (Stellvertretendes Mitglied) |
| Amira Mohamed Ali   | Umwelt, Naturschutz, nukleare Sicherheit und Verbraucherschutz und Rechtsausschuss                                    |
| Alexander Ulrich    | Ausschuss für Arbeit und Soziales                                                                                     |
| Ali Al-Dailami      | Ausschuss für Bildung, Forschung und Technikfolgenabschätzung                                                         |
| Christian Leye      | Haushaltsausschuss |
| Sevim Dağdelen      | Auswärtiger Ausschuss                                                                                                 |
| Żaklin Nastić       | Verteidigungsausschuss und Ausschuss für Familie, Senioren, Frauen und Jugend                                         |
| Sahra Wagenknecht   | |

Mit Blick auf die parlamentarische Arbeit zeichnete die Gruppe BSW in der 20. Wahlperiode für keine Gesetzesinitiativen, für eine Große Anfrage, für 48 Kleine Anfragen, für 16 Selbstständige Anträge und für drei Entschließungsanträge verantwortlich (Stand November 2024). In einigen Bundestagssitzungen war bei Abstimmungen niemand für die Gruppe BSW anwesend, was teils auch ausdrücklich im Plenarprotokoll vermerkt wurde. Geschäftsführer der Gruppe BSW im Bundestag war Patrick Wahl; Leitung der Abteilung Finanzen war Tinko Hempel.

## Geschichte
Nach langem Richtungsstreit innerhalb der Partei Die Linke trat Sahra Wagenknecht gemeinsam mit neun weiteren Bundestagsabgeordneten am 23. Oktober 2023 aus der Partei Die Linke aus, verblieb aber vorerst in der Bundestagsfraktion. Am 14. November 2023 wurde die Auflösung der Fraktion Die Linke im Bundestag beschlossen, die Fraktion am 6. Dezember 2023 aufgelöst. Am 2. Februar 2024 wurden die Gruppe BSW im Bundestag und die Gruppe Die Linke im Bundestag anerkannt.
Der Rede des ukrainischen Präsidenten Wolodymyr Selenskyj im Deutschen Bundestag im Juni 2024 blieben die BSW-Abgeordneten geschlossen fern. In einer Erklärung der BSW-Gruppe heißt es zur Begründung unter anderem, Präsident Selenskyj trage aktuell dazu bei, „eine hochgefährliche Eskalationsspirale zu befördern“ und nehme „das Risiko eines atomaren Konflikts mit verheerenden Konsequenzen für ganz Europa in Kauf.“ Es müsse alles dafür getan werden, dass sich der Konflikt nicht „zu einem großen europäischen Krieg“ ausweite und Deutschland nicht Kriegspartei werde. Selenskyj „sollte im Deutschen Bundestag nicht mit einer Sonderveranstaltung gewürdigt werden“. Bundeskanzler Scholz und Oppositionsführer Friedrich Merz kritisierten das BSW scharf für das Fernbleiben und werteten es als mangelnden Respekt. Auch Politiker der Linken kritisierten das BSW dafür.
Das BSW verfehlte bei der Bundestagswahl am 23. Februar 2025 den Wiedereinzug in den Deutschen Bundestag.